# Tzoran-Kadima
Kadima-Zoran (hebräisch קָדִימָה-צֹרָן Qadīmah-Zoran, Plene: קדימה-צורן) ist ein Lokalverband im Zentralbezirk von Israel mit 22.490 Einwohnern (2018) auf einer Fläche von 10,273 km².

## Geschichte
Kadima-Zoran entstand im Jahr 2003 durch den Zusammenschluss der Gemeinden Kadima und Zoran. Kadima (קָדִימָה qadīmah, deutsch ‚vorwärts‘) wurde 1933 von Jehoschua Hankin gegründet; Zoran im Jahr 1992.

## Bevölkerungsentwicklung
| Jahr      | 1955 | 1961  | 1972  | 1983  | 1995  | 2006   | 2012   | 2016   |
| Einwohner | 600  | 2.800 | 3.900 | 3.500 | 7.700 | 16.200 | 17.960 | 21.403 |

## Galerie

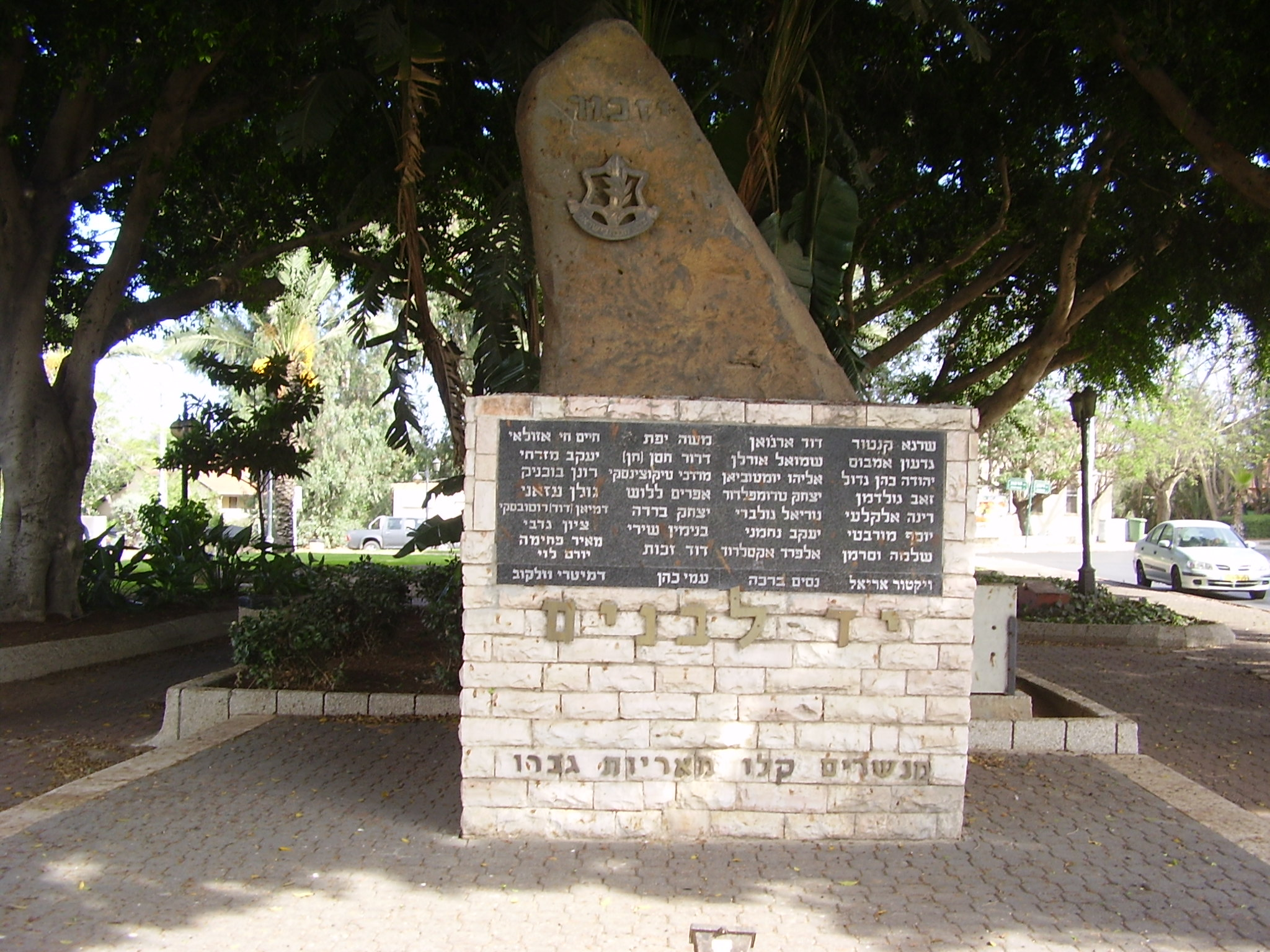
Kriegsdenkmal in Kadima.
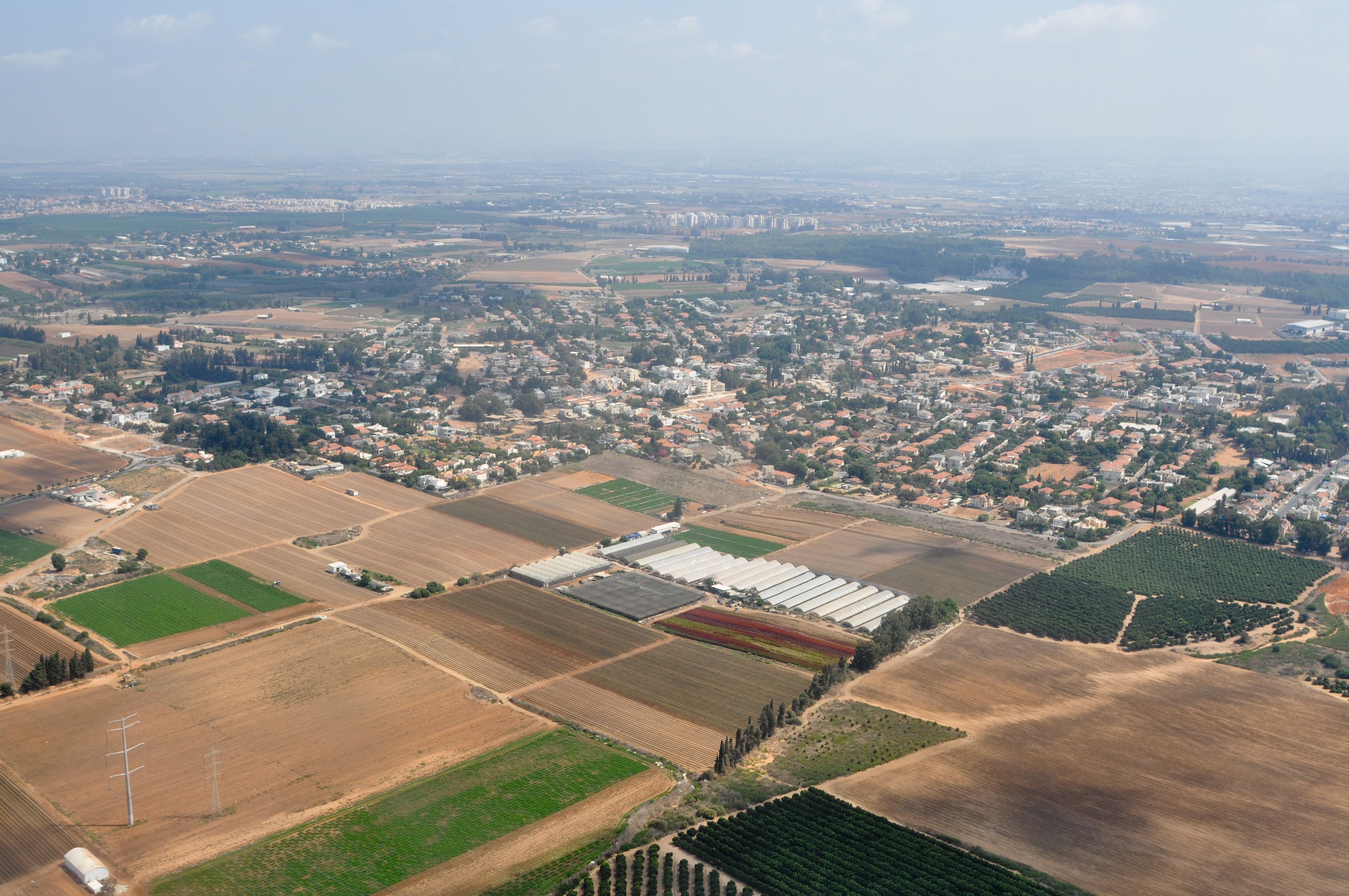
Kadima-Zoran aus der Luft
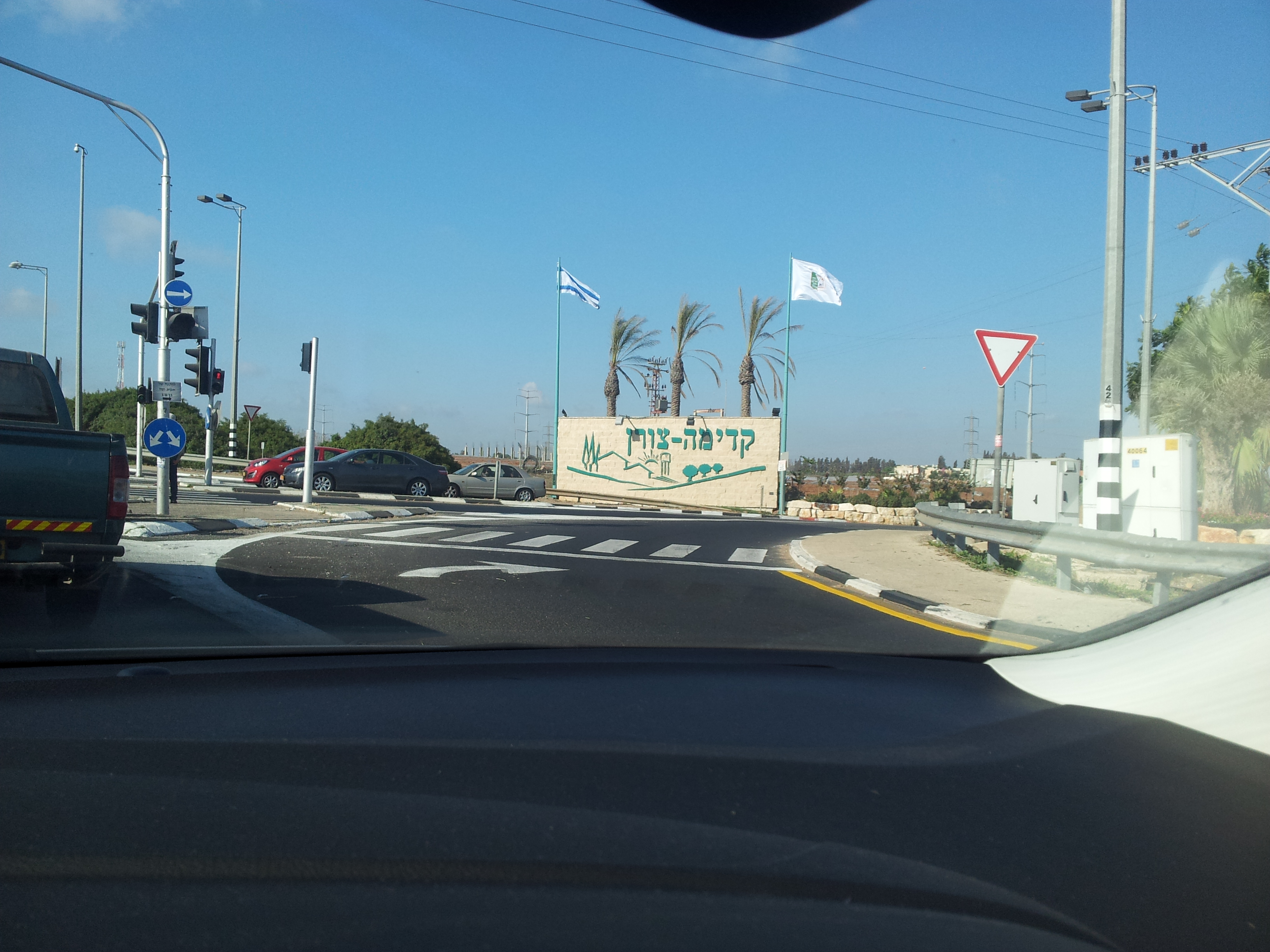
Ortseingang nach Kadima-Zoran